# دراج (جنس)
الدُّرّاج أو الدُّرْجُوج وكنيته أبو الحجاج وأبو خطار وأبو ضبة (بالإنجليزية: Francolinus)‏ جنس طيور تندرج تحت أسرة الحجلاوات من فصيلة التدرجية تحت رتبة الدجاجيات. وهي تعيش في جنوب آسيا. وتتكون من خمسة أنواع تعيش من غرب آسيا وآسيا الوسطى إلى جنوب آسيا وجنوب شرق آسيا. الأنواع هي: